# Dzmitryj Wajciuszkiewicz

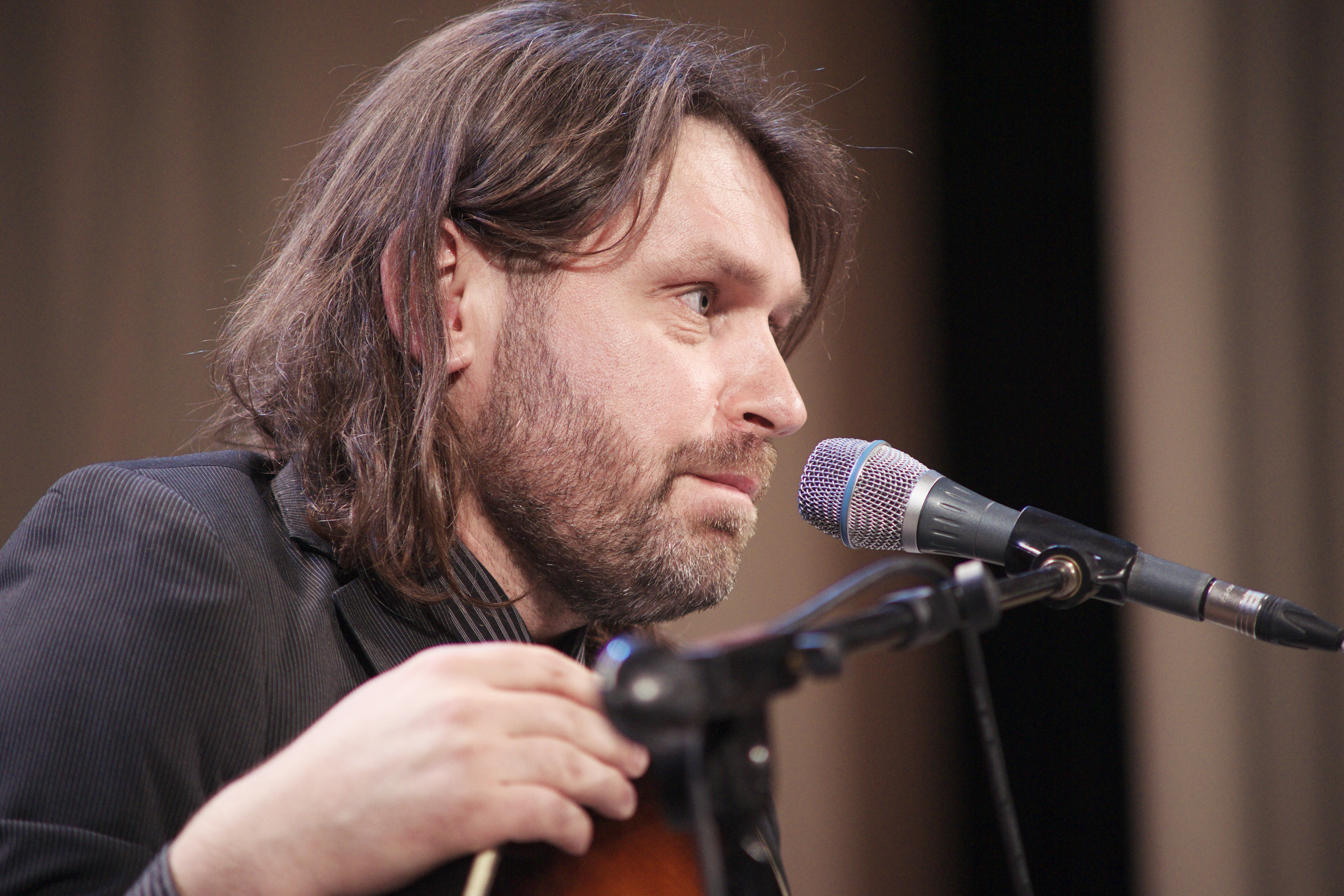
Dzmitryj Wajciuszkiewicz

Dzmitryj Wajciuszkiewicz ps. „Todar” (biał. Дзмітрый Вайцюшкевіч; 20 lipca 1971) – białoruski muzyk, multiinstrumentalista, członek zespołów Krywi i Pałac, kompozytor muzyki filmowej, pieśniarz.
Współtwórca projektów Narodny Albom i Ja naradziŭsia tut, jeden z założycieli projektu WZ Orkiestra, reprezentant niezależnej sztuki Białorusi. Trudno sklasyfikować jego muzykę, bo wymyka się ze wszystkich szablonów. Od poezji śpiewanej, przez alternatywny rock, po tango i klasyczne nuty. Ma swoich wiernych słuchaczy m.in. w Szwecji, Francji, Japonii. Ostatnimi laty jego koncerty są notorycznie odwoływane w Białorusi i choć przez lata był pupilem publiczności, dziś, skazany na artystyczną banicję, gra dla przyjemności słuchaczy za granicami ojczyzny. Nie ma publiczności, która nie ulegnie jego urokowi i błyskotliwym anegdotom. „Jestem zakazany, nie można organizować moich koncertów. Kiedy już próbujemy, elektryk albo inspekcja niespodziewanie zabrania koncertu. Przyzwyczaiłem się. To przykro, że w swoim kraju nie ma możliwości śpiewania w swoim ojczystym języku. To tak, jakby w Polsce Kazik nie mógł występować, dlatego że jego piosenki mają ostre teksty”.
Wajciuszkiewicz wydał 15 solowych albumów, występował z zespołami Pałac, Krivi, a obecnie z WZ-Orkiestrą. Współtworzył „Narodny album”, artystyczny projekt, który opowiada historię Białorusi w piosenkach.